# Maria Lascaris
Maria Lascaris (n. 1206, Niceea, provincia Bursa, Turcia – d. 24 iunie 1270, Esztergom, Regatul Ungariei, Ungaria) a fost fiica împăratului bizantin Teodor Lascaris și regină a Ungariei, ca soție a regelui Béla al IV-lea.